# Морозов, Игорь Алексеевич
Игорь Алексеевич Морозов (30 ноября 1955, Кинешма — 18 октября 2020, Москва) — советский и российский этнограф, фольклорист, специалист по истории и теории игры, социальному поведению, лингвистической антропологии. Кандидат филологических наук (1998), доктор исторических наук (2010), главный научный сотрудник Центра кросс-культурной психологии и этологии человека Института этнологии и антропологии РАН.

## Биография[2]
В 1976 г. поступил на филологический факультет Московского государственного университета им. М. В. Ломоносова. В университете участвовал в работе семинаров по этнолингвистике Н. И. Толстого и этносемиотике Б. А. Успенского, в полесских этнолингвистических экспедициях (с 1978 по 1988 г.). Специализировался на этнолингвистике и в 1981 г. защитил на кафедре русского языка дипломную работу «Восточнославянская терминология народных игр» (научный руководитель академик Н. И. Толстой), тема которой была подсказана А. Б. Страховым. По образованию — филолог-русист, специалист по этнолингвистике.
С 1984 по 1989 год работал научным сотрудником Отдела географических названий Центрального научно-исследовательского института геодезии, аэросъёмки и картографии (г. Москва). Специализировался на стандартизации географических названий на атласах и картах.
С 1986 по 1989 год учился в аспирантуре Института славяноведения и балканистики АН СССР (сектор этнолингвистики и фольклора), принимал участие в сборе материалов и написании ряда статей для первого и второго томов «Словаря славянских древностей».
С 1989 года участвовал в полевых фольклорно-этнографических исследованиях по традиционной празднично-игровой культуре в ряде регионов России (Удмуртия, Ставропольский край, Чеченская республика, Вологодская область).
С 1992 по 2001 год работал в Государственном республиканском центре русского фольклора (сначала научным сотрудником в отделе традиционного русского досуга, затем — старшим научным сотрудником в отделе историко-теоретических и философских проблем традиционной культуры). Занимался сбором и систематизацией данных по народным праздникам, развлечениям и играм, проблемами адаптации в современных условиях традиционного игрового фонда, историей и теорией традиционных развлечений и игр, этнодиалектными исследованиями.
1998 год — защитил в Институте мировой литературы РАН кандидатскую диссертацию «Женитьба добра молодца: происхождение и типология традиционных молодежных развлечений с символикой „свадьбы“ / „женитьбы“» (спец. «Фольклористика»).
С 2001 по 2008 годы — старший научный сотрудник отдела русского народа Института этнологии и антропологии РАН. Занимался сбором и систематизацией данных по традиционной и современной культуре русских европейской части России, подготовкой и изданием региональных этнодиалектных словарей, теорией и историей праздника и игры.
С 2008 по 2013 годы — ведущий научный сотрудник сектора кросс-культурной психологии и этологии человека ИЭА РАН. Занимался изучением традиционных и современных форм игрового поведения, невербальной коммуникацией, кинесикой, персонально-личностными аспектами социального пространства, ролью игровых факторов в индивидуальных жизненных стратегиях.
В 2010 году защитил в ИЭА РАН докторскую диссертацию «Феномен куклы в традиционной и современной культуре: кросс-культурное исследование идеологии антропоморфизма» (спец. «Этнография, этнология и антропология»).
С 2014 года — главный научный сотрудник сектора кросс-культурной психологии и этологии человека того же института. Занимался исследованием культурных трансформаций под влиянием глобальных социально-политических процессов, технологических инноваций и масс-медиа, разработкой проблематики «живого» / «неживого» (в том числе этическими аспектами коммуникации между живыми и неживыми объектами), изучением современных погребальных и коммеморативных практик на европейском пространстве.
Участвовал более чем в ста экспедициях различного профиля, в том числе в качестве руководителя: Полесские этнолингвистические экспедиции в различные регионы Украины и Белоруссии (1978—1984 гг.), этнографические и фольклорно-этнографические экспедиции в различные регионы России в 1988—2019 гг. (Вологодская, Архангельская, Костромская, Ярославская, Владимирская, Псковская, Смоленская, Калужская, Брянская, Орловская, Курская, Белгородская, Рязанская, Ульяновская области, Ставропольский край, Чеченская республика, Республика Удмуртия), — а также проводил исследования по современной погребальной культуре в ряде европейских стран.
Принимал участие в I, III, IV, VI (руководство секцией), VIII, IX (руководство секцией), X, XII, XIII (руководство секцией) Конгрессах этнографов и антропологов России и в III Конгрессе фольклористов России (руководство секцией). Руководитель и участник более десяти научных и издательских проектов РГНФ, РФФИ, РНФ, Программы фундаментальных исследований ОИФН РАН (2009—2020 гг.). Член редколлегии журнала «Этнографическое обозрение».
Автор более 300 научных работ (научных монографий, этнодиалектных словарей, статей, научно-популярных книг), опубликованных в России, во Франции, США, Чехии, Белоруссии.
Скончался в Москве на 65 году жизни 18 октября 2020 года от последствий инфицирования COVID-19.